# Satyrus avatara
Satyrus avatara är en fjärilsart som beskrevs av Moore 1857. Satyrus avatara ingår i släktet Satyrus och familjen praktfjärilar. Inga underarter finns listade.